# Nørrebro

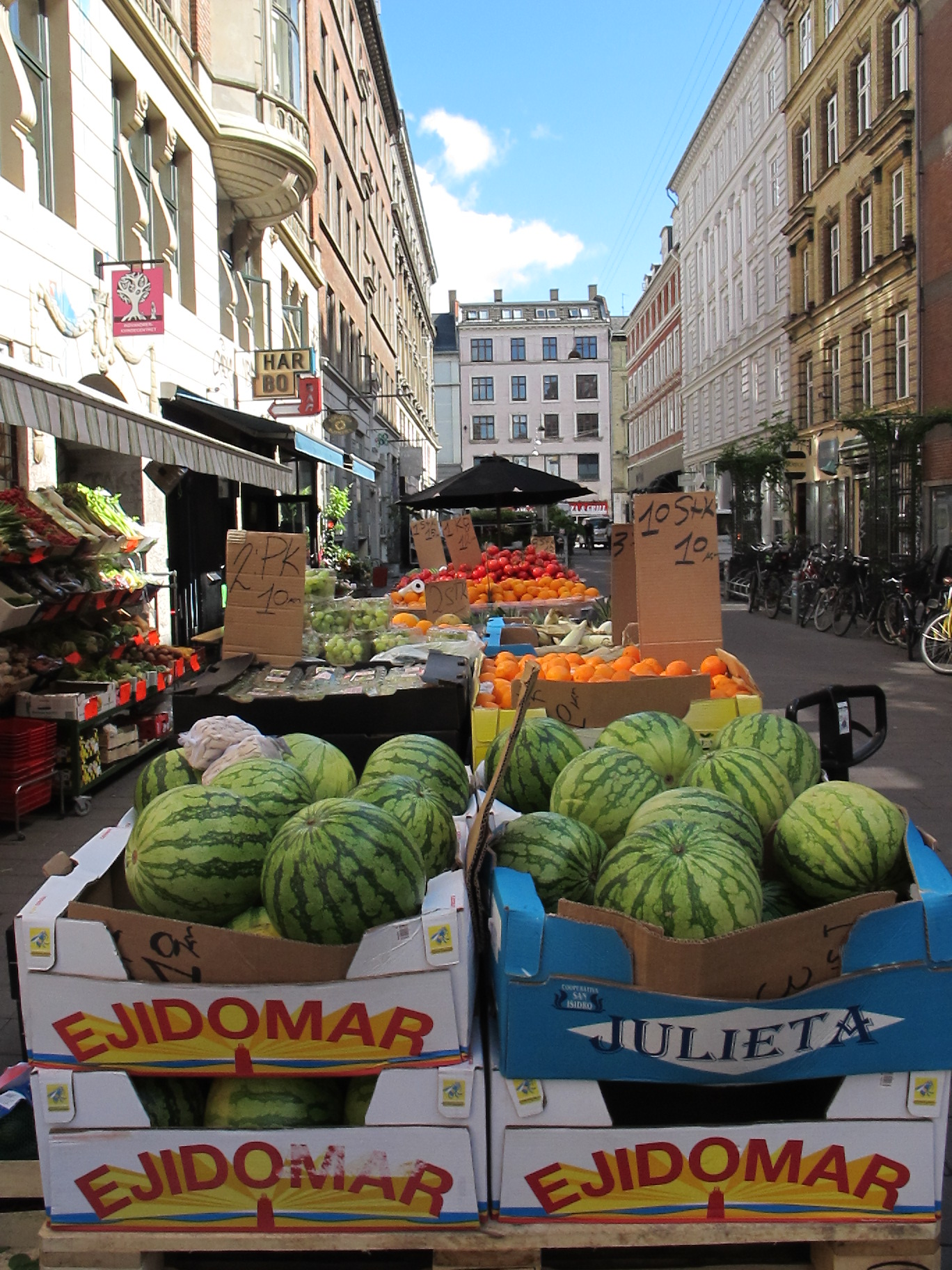
Rue commerçante et multi-ethnique de Nørrebro.

Carte des quartiers administratifs de Copenhague:
A: Indre By
B: Østerbro
C: Nørrebro
D: Bispebjerg
E: Brønshøj-Husum
F: Vanløse
G: Valby
H: Vesterbro/Kongens Enghave
I: Amager Vest
J: Amager Øst

Nørrebro est un quartier de Copenhague situé juste au nord-ouest du centre-ville historique de Indre By. C'est l'un des 10 quartiers administratifs de la ville de Copenhague.

## Histoire
Cette cité commençait autrefois à la porte de ville de Nørreport qui délimitait la vieille ville historique de Copenhague. Lorsque la ville fortifiée a été élargie, la cité de Nørrebro a été intégrée en 1852 à la ville de Copenhague.

## Géographie
Le quartier de Nørrebro s'étend sur 3,82 km2. Sa population s'élève à 71 891 habitants. 
Nørrebro est bordé par les districts de Østerbro à l'est, Bispebjerg au nord-ouest, Frederiksberg au sud-ouest et Indre By au sud-est. 
Le district de Nørrebro compte 28,3 % de résidents issus de l'immigration, notamment en provenance du Proche-Orient et du Moyen-Orient. La principale artère du quartier, Nørrebrogade, témoigne de ce creuset multi-ethnique.